# جيمي هارجروف
جيمي هارجروف (بالإنجليزية: Jimmy Hargrove)‏ هو لاعب كرة قدم أمريكية أمريكي، ولد في 1957.